# Benito Cejas
Benito "Poncho Negro" Cejas (Río Tercero, provincia de Córdoba; 3 de febrero de 1934) fue un futbolista argentino que se desempeñó de delantero. Jugó en el Club Atlético Lanús, donde es reconocido como un símbolo del club en los años 50 en el equipo de Los Globetrotters.

## Trayectoria
Benito Cejas comenzó su carrera en Racing club cordobés en los años 1950. Allí se destacó como un juvenil talentoso, lo que llamó la atención de medios como El Gráfico, que lo describió como un delantero "lleno de habilidad y destreza". Fue su trampolín al fútbol profesional.
Llegó a Lanús en 1952 para incorporarse a las inferiores y se convirtió en un ídolo del club durante la época de "Los Globetrotters de Lanús". Su momento más icónico fue el 18 de septiembre de 1955, cuando marcó el gol del triunfo 1-0 contra Boca Juniors en La Bombonera durante el Campeonato de Primera División. Ese partido, correspondiente a la fecha 20, privó a Boca del título (que finalmente ganó River) y desató la euforia de los hinchas granates, quienes lo llevaron en andas. Cejas jugó como centrodelantero y su apodo, "Poncho Negro", evocaba su estilo de juego y su origen cordobés, ligado a la imagen del gaucho.
En el granate se consagró campeón de la Copa Perón 1955 donde marcó 2 goles en la competición y fue subcampeón del Campeonato de Primera 1956 marcando 13 goles. También estuvo en las giras por América que hizo el club. 
tuvo una participación breve en la Selección Argentina, en el campeonato Panamericanos 1956, Este torneo donde Argentina fue subcampeón marcó su única experiencia conocida con la camiseta albiceleste. 

### El fin abrupto de su carrera
El 17 de junio de 1956, jugando para Lanús contra River Plate en el Monumental, Cejas sufrió una fractura en la pierna derecha tras una entrada durísima de Néstor "Pipo" Rossi, un volante conocido por su juego físico. A los 22 años, esta lesión lo alejó del fútbol de élite. Aunque intentó continuar jugando en categorías menores, nunca recuperó su nivel anterior, lo que marcó el declive de una carrera que prometía mucho más.
Tras su salida de Lanús, Cejas emigró a Colombia, Este paso marcó el ocaso de su carrera profesional tras la lesión que lo limitó.

## Clubes
| Equipo              | Temporadas |
| ------------------- | ---------- |
| Racing de Córdoba   | 1950       |
| Club Atlético Lanús | 1952-58    |
| Carrera profesional |            |

- Datos: Q132817293
- Multimedia: Benito Cejas / Q132817293

## Palmarés

### Títulos
| Título                              | Club                | País      | Año  |
| ----------------------------------- | ------------------- | --------- | ---- |
| Copa Competencia Juan Domingo Perón | Club Atlético Lanús | Argentina | 1955 |

### Títulos amistosos
| Título                                               | Club                | País       | Año  |
| ---------------------------------------------------- | ------------------- | ---------- | ---- |
| Trofeo Ricardo Saprissa                              | Club Atlético Lanús | Costa Rica | 1956 |
| Trofeo Otto Fallas                                   | Club Atlético Lanús | Costa Rica | 1956 |
| Trofeo de la Asociación de Periodistas de Costa Rica | Club Atlético Lanús | Costa Rica | 1956 |
| Trofeo Tabacalera Mexicana                           | Club Atlético Lanús | México     | 1957 |

## Servicio Militar
- La Revolución Libertadora: En septiembre de 1955, durante el golpe militar que derrocó a Perón, Cejas estaba cumpliendo el servicio militar en Azul, provincia de Buenos Aires. Fue reportado como "desaparecido" tras un enfrentamiento, pero reapareció días después, sano y salvo, para jugar el famoso partido contra Boca y convertir el gol del triunfo. Este episodio añadió mística a su figura. "El muerto no falto a la cita".[8] Título el Diario Critica[9]
- Vida tras el fútbol: Retirado, regresó a Río Tercero, Córdoba, donde vivió discretamente. Era habitual verlo en asados con excompañeros, recordando su época de gloria. Falleció el 19 de enero de 2017. [10]